# Высокое (Хойникский район)
Высокое (бел. Высокае) — деревня в Стреличевском сельсовете Хойникского района Гомельской области Республики Беларусь.

## География

### Расположение
В 8 км на юго-восток от районного центра и железнодорожной станции Хойники (на ветке Василевичи — Хойники от линии Гомель — Калинковичи), в 111 км от Гомеля.

## Транспортная сеть
Рядом автодорога Хойники — Брагин. Планировка состоит из дугообразной улицы, ориентированной с юго-запада на северо-восток, к которой с юга присоединяются переулки. Застройка двусторонняя, деревянная, усадебного типа.

## История
Дворец (усадьба) Высокое известен из листа о разделе Брагинского имения между князьями Александром и Михаилом Александровичами Вишневецкими, датированного 15 марта 1574 г. Достался первому из названных братьев («Дворец Высокое с пашнею дворною, з людми, полми, сеножатми и зо всим тым, яко ся тот дворец Высокое в собе мает»).
После 2-го раздела Речи Посполитой (1793 год) в составе Российской империи. В 1850 году владение графини Ракицкой, в Микуличской волости Речицкого уезда Минской губернии. Согласно переписи 1897 года действовали школа грамоты, ветряная мельница.
С 8 декабря 1926 года до 30 декабря 1927 года центр Высокского сельсовета Хойникского района Гомельского округа. В 1929 году организован колхоз «Красная победа», работали 2 ветряные мельницы и кузница. 59 жителей погибли на фронтах Великой Отечественной войны. Согласно переписи 1959 года в составе совхоза «Стреличево» (центр — деревня Стреличево).

## Население

### Численность
2021 год — 17 жителей, 6 хозяйств

### Динамика
- 1795 год — 6 дворов
- 1850 год — 102 жителя, 13 дворов
- 1866 год — 272 жителя, 39 дворов
- 1897 год — 294 жителя, 45 дворов (согласно переписи)
- 1908 год — 377 жителей, 58 дворов
- 1939 год — 393 жителя, 66 дворов
- 1959 год — 518 жителей (согласно переписи)
- 2004 год — 51 житель, 17 хозяйств
- 2021 год — 17 жителей, 6 хозяйств